# Harpella forficella

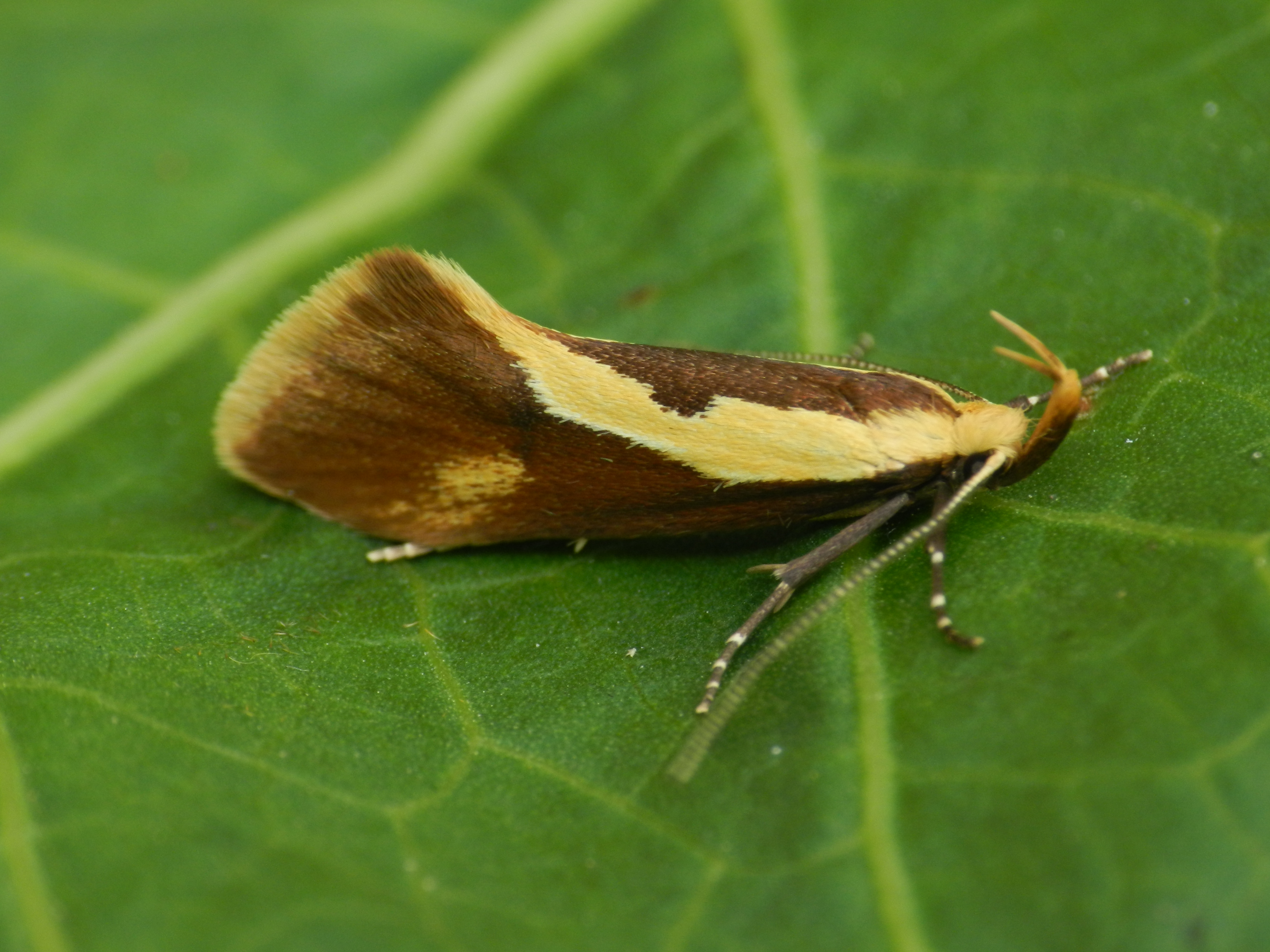
Harpella forficella, die nach oben gestreckten Palpen klar sichtbar

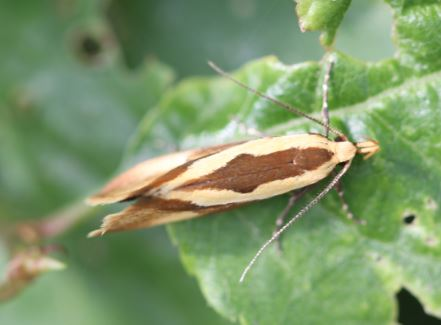
Dorsalansicht

Harpella forficella ist ein Schmetterling aus der Familie der Faulholzmotten (Oecophoridae). 

## Merkmale
Harpella forficella besitzt ein braungelbes Flügelmuster, das nur wenig variabel ist. Die Flügelspannweite liegt zwischen 20 und 27 Millimeter. Die Falter besitzen auffällig lange, nach oben gerichtete Palpen (Mundwerkzeuge oder „Taster“). Ein Sexualdimorphismus ist nicht ausgeprägt.
Die Raupen sind hellgrau und besitzen graue Flecke und dunkel behaarte Warzen. Kopf und Nackenschild sind braun gefärbt.
Die Puppe ist gelbbraun.

## Vorkommen
Harpella forficella ist in Europa weit verbreitet. 2011 wurde die Schmetterlingsart erstmals auf den Britischen Inseln nachgewiesen.

## Lebensweise
Die Weibchen legen die Eier vom Spätsommer bis zum Herbst an die Stämme der Bäume. Die geschlüpften Raupen bohren sich in morsche Rinde oder moderndes Holz ein. Die Raupen findet man in Laubwäldern, wo sie sich von Baumschwämmen und Pilzmyzelien in Totholz und Baumrinde ernähren. Sie leben einzeln oder in kleinen Gruppen und legen zwischen Rinde und Holz oder tief im Totholz dicht versponnene Gänge an. Hohlräume im Holz werden mit gelb- bis rotbraunem Kot gefüllt, von außen sind keine sichtbaren Spuren erkennbar. Ferner wurde festgestellt, dass die Raupen auch am Kohlen-Kugelpilz (Daldinia concentrica) fressen. Die Raupen überwintern bis zum April oder bis zum Mai in Baumstümpfen oder ähnlichem Faulholz und setzen dann ihre Entwicklung fort. Sie verpuppen sich in einem mit einem Gespinst ausgekleidetem Abschnitt des Fraßganges. Das vorbereitete Schlupfloch ist mit einem dichten Gespinst verdeckelt. Die Falter fliegen in Mitteleuropa von Juni bis August. Man findet sie am Nachmittag und am frühen Abend und in der Morgendämmerung. Die Falter kommen selten auch ans Licht.

## Taxonomie
Aus der Literatur sind folgende Synonyme bekannt:
- Tinea majorella Denis & Schiffermüller, 1775
- Phalaena proboscidella Sulzer, 1776
- Harpella aerisella Caradja, 1920